# Eclesiologie
Eclesiologia (sau Ecleziologia) în teologia creștină este studiul bisericii constând în istoria ei, organizarea ei și rolul ei în Creștinism. Cuvântul eclesiologie provine din Greacă ἐκκλησία (ekklēsia) însemnând „adunare” sau „biserică”. În lumea greco-romană, eclesia se referea la adunarea legislativă a orașului respectiv, iar λογία (logía) însemnând „vorbă”.

## Eclesiologia ortodoxă
Ortodocșii afirmă că Biserica a fost întemeiată la Pogorârea Sfântului Duh și este condusă de Iisus Hristos, iar rolul ei este pentru a restabili comuniunea dintre Dumnezeu și poporul Său și mântuirea acestuia.
Conform Crezului niceo-constantinopolitan, ortodocșii mărturisesc că Biserica este:
- una, pentru că este singura biserică a lui Dumnezeu, cea stabilită la Cincizecime.
- sfântă, pentru că a fost sfințită de către Iisus Hristos prin jerta de pe cruce și este ghidată de Sfântul Duh[4].
- sobornicească, pentru că este caracterizată de deplinătate și universalitate[5].
- apostolească, pentru că dobândește autoritatea dată Apostolilor de către Iisus pentru mărturisirea și propovăduirea Evangheliei și botezarea tuturor neamurilor[6][7].

Eclesiologia ortodoxă are la bază o tradiție de aproape două mii de ani, care joacă un rol crucial în definirea identității Bisericii, astfel Biserica Ortodoxă susține că se află într-o succesiune neîntreruptă cu Biserica apostolică și că a păstrat puritatea învățăturilor creștine și a tainelor de-a lungul timpului. Tradițiile Bisericii se reflectă în Sfânta Liturghie, în special în Liturghia Sfântului Ioan Gură de Aur, care este considerată centrul vieții liturgice.
Biserica Ortodoxă se bazează pe autoritatea sinoadelor ecumenice pentru clarificarea doctrinelor și practicilor creștine. Cele mai importante sinoade ecumenice au fost cele din primul mileniu, care au definit doctrina trinitară, natura lui Hristos și canoanele bisericești.
În Ortodoxie există o ierarhie de onoare, în care Patriarhul Ecumenic de Constantinopol deține primația de onoare în Biserica Ortodoxă, astfel patriarhul nu deține autoritate asupra celorlalți patriarhi sau episcopi, însă joacă un rol important în menținerea unității și purității Bisericii. Patriarhul Ecumenic este privit ca "primul între egali" și nu ca Papa cu autoritate infailibilă.